# 淑安公主
淑安公主（韓語：숙안공주，1636年6月1日—1697年2月2日），朝鮮孝宗李淏與仁宣王后張氏的次女，是朝鮮顯宗李棩的姐姐、朝鮮肅宗的姑母。

## 生平
她誕生於仁祖十四年（1636年）四月二十八日，不久發生丙子戰爭，朝鮮戰敗，時為「鳳林大君」與「豐安府夫人」的孝宗夫婦被迫赴瀋陽為人質，年幼的她則被祖父收養於宮中。
因為父親被立為世子，她在仁祖二十四年（1646年）被封為淑安郡主；孝宗即位後，封淑安公主。
仁祖二十七年（1649年），星山縣監洪重普之子洪得箕被選為她的夫婿，封益平副尉，因為仁祖突然過世，兩人直到孝宗元年（1650年）才成婚。
根據淑安公主誌文可知，從小被孝宗教導孝經，內訓，小學等書，所以年幼時，就能通曉大義。把所學美德實踐在生活處事中。公主誠孝出天，整日侍奉兩殿不離。若是父母長輩有疾，則面露擔憂。不管多累依然全日準備湯藥照顧長輩。孝宗曾誇，女兒仁心孝性，必也能孝敬公婆。孝宗也歡喜表示，明知道是女兒身卻也能像這樣有德。從未聽過長輩說過有如此的女子。淑安公主天性宅厚，話少並不說人是非。所以出入宮庭五十年間，宮中上下都稱其厚道有德。對待妾侍之間，都受人愛載。
淑安公主的姪兒朝鮮肅宗在位時，張禧嬪入宮。許多王室成員包括淑安公主都厭惡張氏，對肅宗嘲諷她；肅宗相當不滿，便疏遠了公主們。肅宗十五年（1689年）己巳換局中，淑安公主的兒子洪致祥因「誣上不道」被處以絞刑。
肅宗二十三年十二月二十二日（1698年2月2日）淑安公主病逝，享壽六十二歲。

## 家庭
- 姊：淑愼公主
- 弟：顯宗大王
- 妹：淑明公主、淑徽公主、淑靜公主、淑敬公主、淑寧翁主
- 夫：益平君洪得箕（1635年－1673年），字子範，號月湖。生於仁祖十三年十一月二十七日，卒於顯宗十四年十一月二十六日。[12]
  - 子：洪致祥（1654年－1689年），配全州李氏（李正英之女、寧嬪金氏之姨母）、昌原黃氏、漢陽趙氏。
    - 孫：洪泰猷（1672年－1715年），著《耐齋集》。

## 影視作品

### 電視劇
| 劇名   | 時間           | 電視台  | 演員   | 備註 |
| ------ | -------------- | ------- | ------ | ---- |
| 張禧嬪 | 2002年－2003年 | KBS 2TV | 金英蘭 |      |

## 附註
1. ↑  在部分資料稱為長女，這是因為淑愼公主早夭，未被列入的緣故。
2. ↑  《祖妣淑安公主家狀》公主。孝宗大王第一女。生於丙子四月二十八日。生而遭丙子之難。崎嶇兵間。堇乃得全。及孝廟以大君赴瀋。公主失父母之依。仁廟憐之。收養於宮中。……
3. ↑  《承政院日記》仁祖24年12月25日「傳于吏批曰，世子一女爲淑安郡主，澂爲崇善君。」
4. ↑  嘉禮謄錄
5. ↑  《祖妣淑安公主家狀》……公主以庚寅歲。歸于我祖考益平府君。府君諱得箕。階至成祿大夫。……
6. ↑  . 朝鮮王朝實錄.   [2021-08-11]. （原始内容存档于2021-08-11）.
7. ↑  . 한국학 디지털 아카이브.   [2021-08-11]. （原始内容存档于2021-08-11）.
8. ↑  . 朝鮮王朝實錄.   [2021-08-11]. （原始内容存档于2021-08-11）.
9. ↑  . 朝鮮王朝實錄.   [2021-08-11]. （原始内容存档于2021-08-11）.
10. ↑  《祖妣淑安公主家狀》……逮甲戌更化。天日回光。恩眷如舊。祖妣復承寵命。出入禁中者又四年。而以丁丑十二月。舊疾復添。以是月二十二日。遽棄不肖於駱東之正寢。去祖考棄世二十五年。春秋六十二。……
11. ↑  《肅宗實錄》31卷,23年(1697年)12月22日(戊辰)4번째기사
12. ↑  《益平尉洪公神道碑銘》……公生以仁祖十三年乙亥十一月二十七日。……以癸丑十一月二十六日。卒于正寢。年三十九。……